# Java-Flugfrosch
Der Java-Flugfrosch (Rhacophorus reinwardtii) verdankt seinen Namen dem Umstand, dass das Typusmaterial der Art auf der indonesischen Insel Java gesammelt wurde, sowie der Fähigkeit, kurze Strecken zwischen Bäumen gleitend zu überwinden. Ermöglicht wird die gleitende Bewegung durch die Luft durch Schwimmhäute zwischen den Fingern und Zehen.

## Merkmale
Die Oberseite des Java-Flugfrosch weist eine grüne Färbung (lavendelfarben, wenn in Alkohol aufbewahrt) auf, die Unterseite ist weiß, die Flanken hellbraun mit weißlichen Flecken. Die dorsale Haut ist glatt oder körnig. In den Achselhöhle kann ein schwarzer Fleck beobachtet werden der bei den Weibchen weniger ausgeprägt ist. Die Schenkel sind hell graubraun oder hell bläulich braun, die Schwimmhäute schwarz mit längsverlaufenden, weißlichen Linien. Weibchen erreichen eine Kopf-Rumpf-Länge von 55,4 bis 79,6 mm, die Männchen 41,6 bis 52,5 mm.

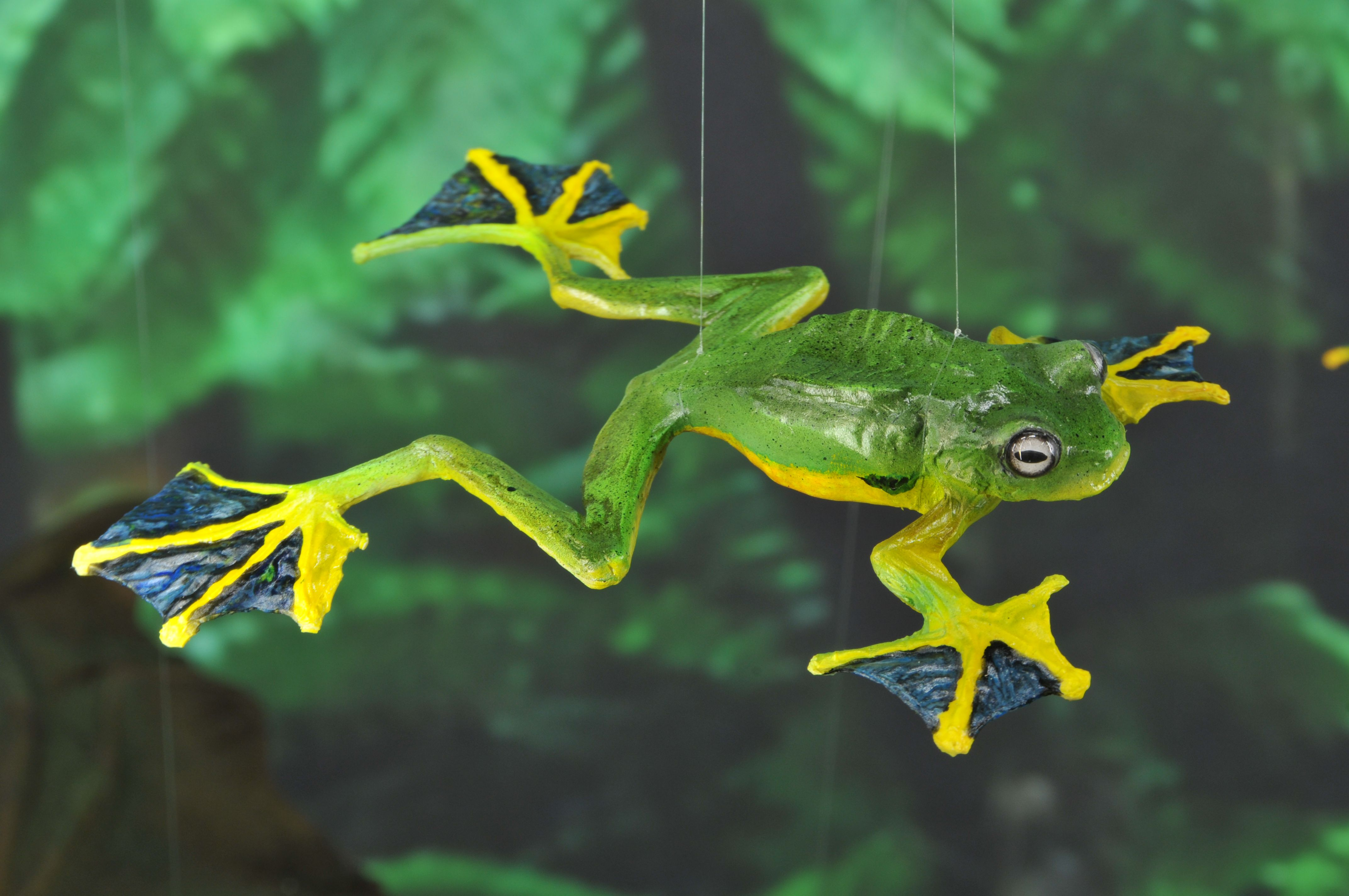
Coll. Museum Wiesbaden

## Verbreitung und Lebensraum
Der Java-Flugfrosch ist auf Sumatra und auf Java verbreitet. Früher derselben Art zugerechnete Populationen auf anderen Sundainseln und auf der Malaiischen Halbinsel wurden als separate Arten beschrieben. Zu finden ist er in primären und sekundären Regenwäldern, er wurde aber auch am Waldrand in der Nähe von Dörfern beobachtet.

## Fortpflanzung
Die Eier werden vom Weibchen während der Regenzeit in einem Schaumnest über Tümpeln und Teichen im Wald abgelegt.

## Gefährdung
Obwohl der Java-Flugfrosch immer noch recht weit verbreitet ist, wird die Art von der International Union for Conservation of Nature and Natural Resources (IUCN) wegen der abnehmenden Bestände, der Abhängigkeit von relativ ungestörten Lebensraum und der Zerstörung seiner Lebensräume als gering gefährdet, Vorwarnliste (Near Threatened, NT) eingestuft.